# بلوبوينت غيمز
بلوبوينت غيمز (بالإنجليزية: Bluepoint Games)‏، هي شركة أمريكية لإنتاج وتطوير ألعاب الفيديو، تأسست الشركة سنة 2006 من قِبل آندي أونيل و ماركو ثراش، يقع مقرها في مدينة أوستن بولاية تكساس الأمريكية.
استحوذت شركة سوني إنتراكتيف إنترتينمنت (SIE) على بلوبوينت في سبتمبر 2021 ، مما يجعلها جزءًا من عائلة إستوديوهات بلايستيشن، سبق أن سربت SIE نيتها شراء الاستوديو في يونيو من ذلك العام.

## الألعاب المطورة
| عام  | اسم اللعبة                            | النظام (s)                     | الناشر (s)                | المراجع |
| ---- | ------------------------------------- | ------------------------------ | ------------------------- | ------- |
| 2006 | بلاست فاكتور                          | بلاي ستيشن 3                   | سوني إنتراكتيف إنترتينمنت |         |
| 2009 | اله الحرب ( كوليكشين)                 | بلاي ستيشن 3 , بلاي ستيشن فيتا | سوني إنتراكتيف إنترتينمنت |         |
| 2011 | ايكون & شادو أوف ذا كولوسس (كوليكشين) | بلاي ستيشن 3                   | سوني إنتراكتيف إنترتينمنت |         |
| 2011 | ميتال غير سوليد إتش دي كوليكشين       | بلاي ستيشن 3 , إكس بوكس 360    | كونامي                    |         |
| 2012 | بلاي ستيشن أول-ستارز باتل رويال       | بلاي ستيشن فيتا                | سوني إنتراكتيف إنترتينمنت |         |
| 2013 | فولوير                                | بلاي ستيشن 4 , بلاي ستيشن فيتا | سوني إنتراكتيف إنترتينمنت |         |
| 2014 | تيتانفال                              | Xbox 360                       | إلكترونيك آرتس            |         |
| 2015 | أنشارتد: ناثان دريك كوليكشين          | بلاي ستيشن 4                   | سوني إنتراكتيف إنترتينمنت | [ 9 ]   |
| 2015 | غرافيتي روش                           | بلاي ستيشن 4                   | سوني إنتراكتيف إنترتينمنت | [ 10 ]  |
| 2018 | شادو أوف ذا كولوسس                    | بلاي ستيشن 4                   | سوني إنتراكتيف إنترتينمنت | [ 11 ]  |
| 2020 | ديمونز سولز (لعبة فيديو 2020)         | بلاي ستيشن 5                   | سوني إنتراكتيف إنترتينمنت | [ 12 ]  |